# Yekaterina Kurbátova
Yekaterina Vladímirovna Kurbátova (en ruso: Екатери́на Влади́мировна Курба́това; Moscú, Rusia, 7 de octubre de 1992) es una gimnasta artística rusa, campeona mundial en 2010 en el concurso por equipos.

## Carrera deportiva
En el Mundial celebrado en Róterdam (Países Bajos) en 2010 logra el oro por equipos, por delante de Estados Unidos y China; sus compañeras de equipo fueron: Ksenia Afanasyeva, Aliya Mustafina, Tatiana Nabieva, Ksenia Semenova y Anna Dementyeva.